# Synema madidum
Synema madidum là một loài nhện trong họ Thomisidae.
Loài này thuộc chi Synema. Synema madidum được Octavius Pickard-Cambridge miêu tả năm 1895.